# داميان ماكدونالد
داميان ماكدونالد (بالإنجليزية: Damian McDonald) (و. 1972 – 2007 م) هو راكب دراجة هوائية أسترالي، ولد في وانجارتا، شارك في الألعاب الأولمبية الصيفية 1996، توفي عن عمر يناهز 35 عاماً، بسبب حادث مرور.

## سباقات أو مراحل فاز بها
| التاريخ       | السباق                                                    | المركز                  |
| ------------- | --------------------------------------------------------- | ----------------------- |
| 10 يونيو 1990 | 1990 Australia National Road Cycling Championships Men RR | الفائز في التصنيف العام |
| 10 مارس 1996  | طواف لانكاوي 1996                                         | الفائز في التصنيف العام |
| 21 أبريل 1996 | 1996 Australia National Road Cycling Championships Men RR | المركز الثاني           |

## روابط خارجية
- داميان ماكدونالد على موقع أرشيف الدراجات (الإنجليزية)
- داميان ماكدونالد على موقع إحصائيات الدراجات الإحترافية (الإنجليزية)
- داميان ماكدونالد على موقع أوليمبيديا (الإنجليزية)
- داميان ماكدونالد على موقع اللجنة الأولمبية الأسترالية (الإنجليزية)